# Kohleria tigridia
Kohleria tigridia là một loài thực vật có hoa trong họ Tai voi. Loài này được (Ohlend.) Roalson & Boggan mô tả khoa học đầu tiên năm 2005.